# Deutschland-Bildheft

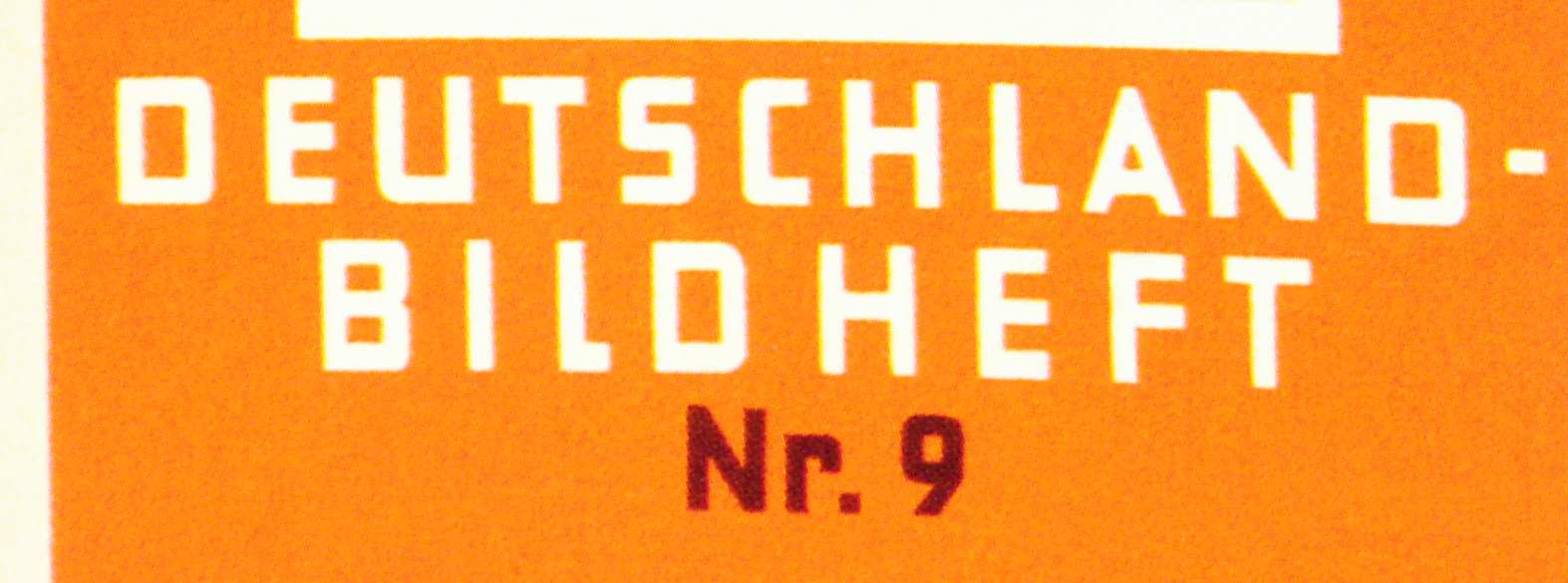
Heft 9 der Reihe (1933)

Deutschland-Bildheft war eine im Deutschen Reich erschienene Publikationsreihe der Universum-Verlagsanstalt GmbH Berlin-Tempelhof, die von Herbst 1933 bis 1940 im Einvernehmen mit dem Reichsfremdenverkehrsverband bzw. Bund Deutscher Verkehrsverbände herausgegeben wurde. Erschienen sind etwa 300 Hefte mit 15000 Bildern. Das Motto der dreisprachig erschienenen Hefte war: Lernt Deutschland kennen! Werbt für Deutschland! Bedingt durch den Ausbruch des Zweiten Weltkrieges wurde die Reihe eingestellt. Der Heftpreis betrug 20 Pfennig.
In der DDR wurde zu Beginn der 1950er Jahre mit ähnlich gestalteten Gebiets- und Städte-Bildheften beim Dewag-Verlag Bautzen an die Reihe angeknüpft, zum Beispiel mit einem 48-seitigen Dresden-Heft.

## Beschreibung der Bildhefte
Die Titelseite der Bildhefte enthielt eine oder mehrere Titelzeilen, ein typisches Foto oder einen Kartenausschnitt, den Aufdruck „Deutschland-Bildheft“ sowie die Angabe der Bildheft-Nummer und des Preises. Die Rückseite war entweder blanko oder enthielt einen Werbeaufdruck. Die Hefte hatten einen Umfang von 48 Seiten und waren mit Klammern geheftet. Auf den Seiten 3–4 war eine kurzer einleitender Text, auf den Seiten 5–48 Scharzweiß-Fotos abgedruckt. Anfangs wurden die einleitenden Texte der Hefte und die Bildunterschriften dreisprachig (deutsch, englisch und niederländisch), später nur noch in Deutsch gedruckt.
Ein typisches dreisprachiges Bildheft war das Deutschland-Bildheft Nr. 180, Oberharz mit Goslar, Bad Gandersheim und Osterode.
Es enthielt folgende beschreibenden Texte:
Umschlagseite außen, Titelseite:
Oberharz

mit Goslar, Bad Gandersheim und Osterode

Kartenausschnitt Harz

Deutschland-

Bildheft

Nr. 180

Preis 20 Pf.
Umschlagseite innen: Die Liste der Bildhefte war sortiert nach Heftnummern.
Das vorliegende Büchlein gehört zu der großen Reihe der

Deutschland-Bildhefte

Diese Reihe wird laufend fortgesetzt und umfasst insgesamt

250 Hefte mit 11000 Bildern und

erläuterndem Text in 3 Sprachen.

Die Deutschland-Bildhefte stellen in ihrer Gesamtheit ein

umfassendes, ungewöhnlich schönes und preiswertes

Sammelwerk der deutschen Heimat dar.

Vom Herbst 1933 ab liegen folgende Deutschland-Bildhefte vor:

»Liste der Bildhefte mit Nr. und Titel von 1 bis 200«
Seite 1:
Oberharz

mit Goslar, Bad Gandersheim und Osterode

Deutschland-Bildheft Nr. 180

Die Deutschland-Bildhefte (rd. 250 Nr.) sind

herausgegeben im Einvernehmen mit dem

Bund Deutscher Verkehrsverbände

Logo: Deutschlandkarte von 1933, weiß in schwarzem Kreis,

Inschrift: Lernt Deutschland kennen!

Universum-Verlagsanstalt G.m.b.H.

Berlin-Tempelhof, Alboinstraße 21/23
Seite 2:
Es stellten zur Verfügung:

»Quellenangaben für die Fotos«

An der Bearbeitung dieses Heftes nahmen der Harzer Verkehrs-

verband E.V., Geschäftsstelle Wernigerode, und die Verkehrsstelle "Ober-

harz", Goslar, teil.

Die Übersetzungen besorgte "Aküdo", Akademische Übersetzungszentrale

(Dolmetscherdienst) im Studentenwerk Berlin, E.E. (Tel. Norden 6956)

Information – Auskünfte – Inlichtingen

Harzer Verkehrsverband E.V., Geschäftsstelle Wernigerode, Fernspr. 2301
Die einleitenden Texte wurden in Deutsch, Englisch und Niederländisch verfasst.
Seite 3, Deutschsprachiger Text:

„Oberharz mit Goslar, Bad Gandersheim und Osterode.
Über die sanften Linien des niedersächsischen Landes
steigt wuchtig und geschlossen, auch im geologischen Aufbau
verschieden vom Vorland, mit dichtbewaldeten Bergen
der Oberharz empor. Als der nordwestliche Teil des
Harzes trägt er diesen Namen seit alter Zeit. Auf verhältnismäßig
engem Raume bietet der Oberharz eine Fülle
von verschiedenartigsten landschaftlichen Schönheiten. In
stille Wald- und Wiesentäler sind Bergnester eingebettet,
Rauschende Bergflüsse, oft aufgestaut zu Talsperren, eilen
in engem Bett an wundersam gestalteten Felsgebilden vorüber
zu Tal. An den Rand des Gebirges schmiegen sich
altertümliche Städte, denen Sage und Geschichte, bedeutende
Bau- und Kunstdenkmäler ihre Weihe geben. Im
Innern des Oberharzes, auf Höhen und in Tiefen, breitet sich
meilenweit schweigender Wald aus, unterbrochen von
blumigen Wiesen und bunten Kahlschlägen, über die der
Hirt seine Herde roter Harzkühe treibt, und belebt von
verträumten Bergseen, deren stattliche Zahl dem Oberharz
ein besonderes Gepräge gibt. Wie ein König steht über
allem in majestätischer Ruhe und Großartigkeit die breite
Kuppe des Brockens, "sagenhafter Altar der Ahnen, Höhe
Fausts, Wilhelm Raabes raunender Zauberberg",
Dem Waldreichtum und dem Bergbau verdanken alle Orte
Entstehung und Aufblühen. Heute hat der Bergbau seine alte
Bedeutung verloren, aber treu hält der Oberharzer an seiner
Mundart fest, einem obersächsischen Dialekt, der im
16. Jahrhundert durch den Zuzug bergbaukundiger Obersachsen
in den Oberharz verpflanzt wurde; noch feiert das
Volk alte bodenständige Feste und bewahrt alte Sitten. Dem
Freunde deutscher Kunst und Volkskunde bieten die Stätten
alter Kultur am Rande des Oberharzes, die schlichten Fachwerkbauten
der Bergstädte, ihre malerischen Kirchen und
die Heimatmuseen viel Schönes und Interessantes. Als deutsches
Erholungs- und Kurgebiet kann heute der Oberharz mit
an erster Stelle genannt werden; Gebirge, Wald, Wasser,
Waldseefreibäder, Höhenluft und Höhensonne sind seine
natürlichen Heilfaktoren, die durch moderne Heileinrichtungen,
wie Moor-, Fichtennadel- und Solbäder ergänzt
werden. Im Winter gewähren die Höhenlagen des Oberharzes
Schneereichtum und Schneebeständigkeit.“

Seite 4, Englischsprachiger Text:

“The Upper Harz, with Goslar, Bad Gandersheim and Osterode.
The Upper Harz Mountains offer an abundance of natural beauties of
varied character. Little mountain settlements nestle in peaceful wooded or
grass-grown valleys. Hustling mountain streams, often dammed to form
reservoirs, pursue their eternal course past the most strangely shaped rocks
and cliffs to the lowlands. In the interior of the Harz, silent forests stretch
for miles interrupted by lakes, and green pastures, over which the herd
drives his red Harz cattle. And towering above all else, majestic and aweinspiring,
is the broad crest of the Brocken.
Friends of German art and folklore will find their wishes gratified
by the centres of old German culture on the edge of the Upper Harz, the
gracelul lines of the timberframed houses in the mountain towns, their
picturesque churches and the museums. As health resort and holiday
centre the Upper Harz can today be placed in the front rank: mountains,
forests, lakes and streams, bathing in the forest lakes, mountain air and
mountain sun are the natural health resources, and these are supplemented
by modern accessories, such as peat, pine and brine baths. In the winter,
the Upper Harz provides plenty of firm snow, so that it enjoys an excellent
reputation for winter sports and as a winter health resort.”

Seite 4, niederländischer Text:

“Het Hoog-Hartsgebergte met Goslar, badplaats Gandersheim en Osterode.
In een betrekkelijk enge ruimte biedt het Hoog-Hartsgebergte eene
bijzonder groote verscheidenheid van schoone landschappen. Kleine huizen-
groepjes liggen half verscholen in de valleien tusschen woud en weide.
Ruischende bergstroomen, dikwijls door stuwdammen opgehouden, banen
zich een weg door wonderlijk gevormde rotsgroepen en ijlen naar het dal.
Stadjes met ouderwetsche huisjes liggen aan de randen der bergen. Midden
in het Hoog-Hartsgebergte, op de kammen en in de valleien ziet men, zoover
hei oog reikt, het zwijgende woud, hier en daar weiden vol bloemen en
bont gekleurde kale vlekken, waarover de herder zijn kudde roode. runderen
drijit, en in de verte droomende meeren. In majestueuze rust en grootschheid
steekt de breede koepel van den Brocken als een koning boven alles uit.
Liefhebbers van duitsche kunst en volkenkunde zullen hier een groot
aantal fraaie en interessante dingen aantreifen; aan de randen van het Hoog-
Hartsgebergte liggen de oorden der oude kultuur, de gebouwen der steden
zijn eenvoudig en met kunstvol paneelwerk voorzien, er zijn mooie kerken
en interessante musea. Het Hoog-Hartsgebergte is een uitmuntend
herstellingsoord; de bergen, wouden, water, openluchtbaden, berglucht en
zonneschijn zijn natuurlijke genezingsfactoren. : De sneeuwrijkdom in den
winter biedt gelegenheid tot wintersport.”

Rückumschlagseite innen:
Die etwa 250 Hefte umfassende

Deutschland-Bildheft-Sammlung

liegt im Laufe des Jahres 1933 vollzählig vor.

Ein Verzeichnis der jeweils erschienenen Hefte liefert

kostenlos der auf dem Innentitel angegebene Verlag.

Lernt Deutschland kennen! Werbt für Deutschland!
Rückumschlagseite außen:
»blanko«

### Layout der Titelseiten
Die Bildhefte wurden in verschiedenen Aufmachungen der Titelseiten herausgegeben, es gab Änderungen in der Anordnung und Größe von Abbildungen und Änderungen der Schriftart von Texten sowie farbliche Änderungen. Überwiegend wurden die Hefte mit dem Layout 1 gedruckt, Layout 2 ist nur für wenige Hefte mit Nummern unter 10 bekannt, Layout 3 wurde ebenso nur für wenige Nummern, insbesondere für späte rein deutschsprachige Ausgaben verwendet. Es sind folgende Layouts der Bildhefte bekannt:

Layouts
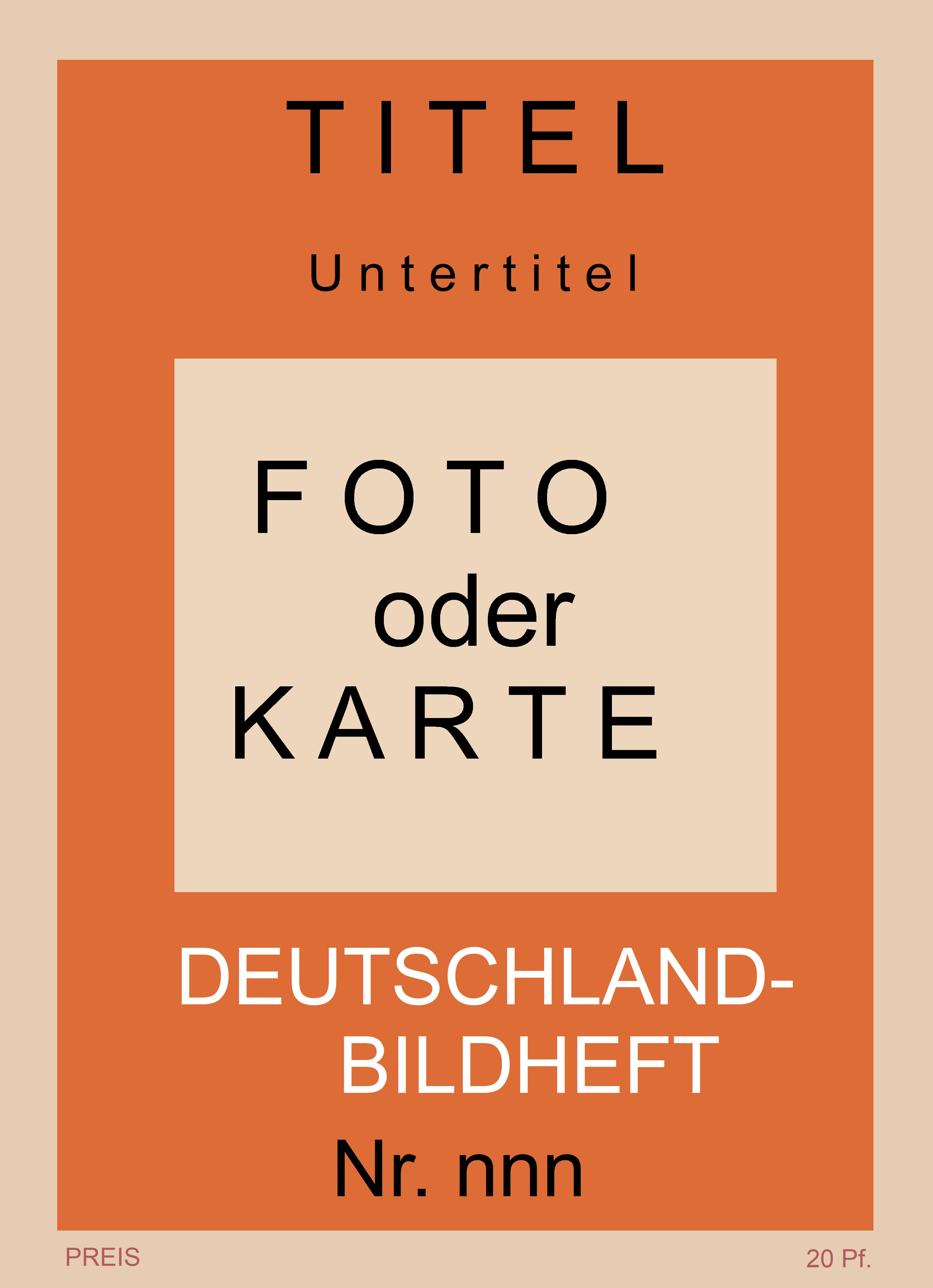
Layout 1, z. B. Bildheft Nr. 1
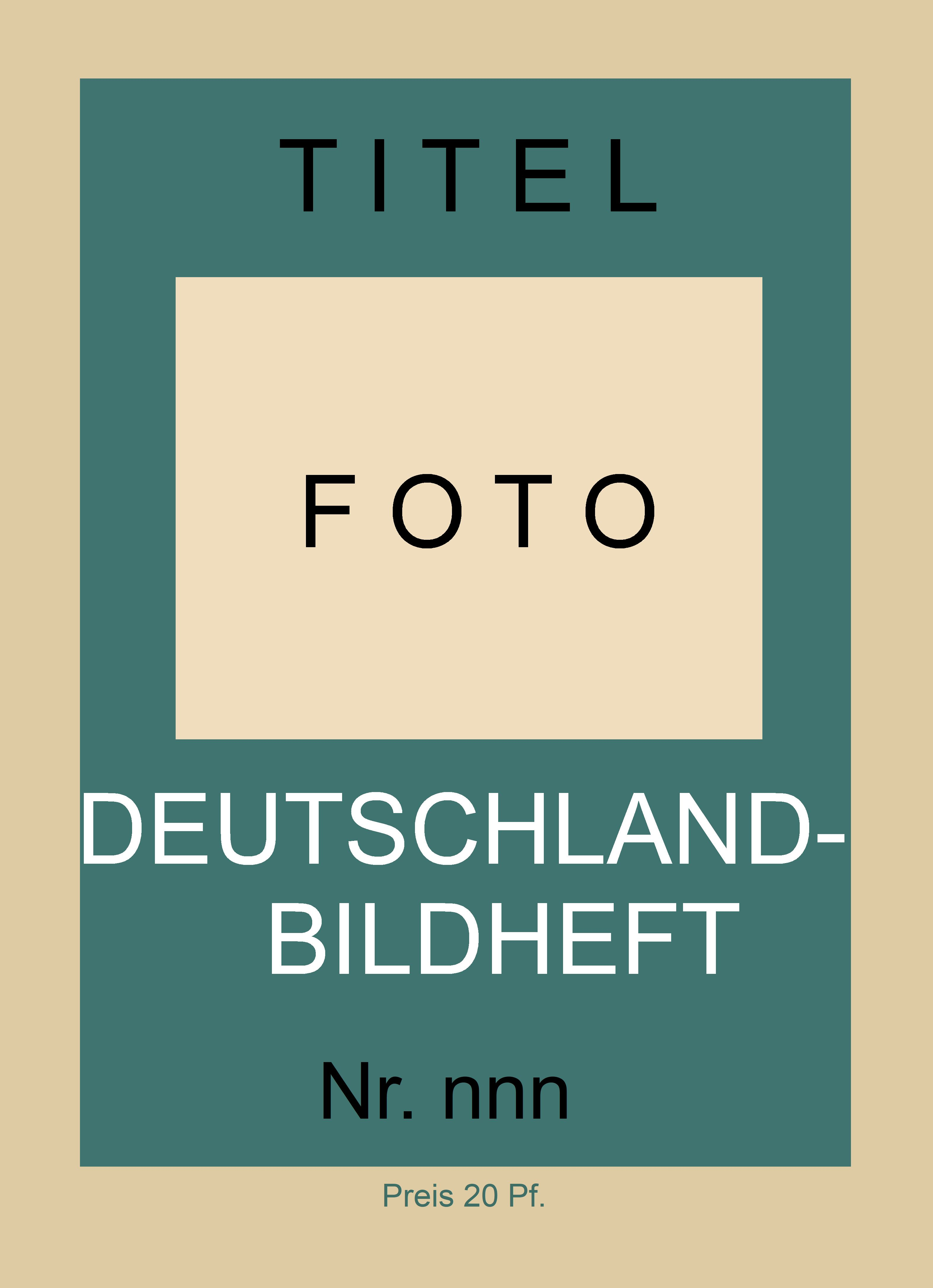
Layout 2, Z.B. Bildheft Nr. 4
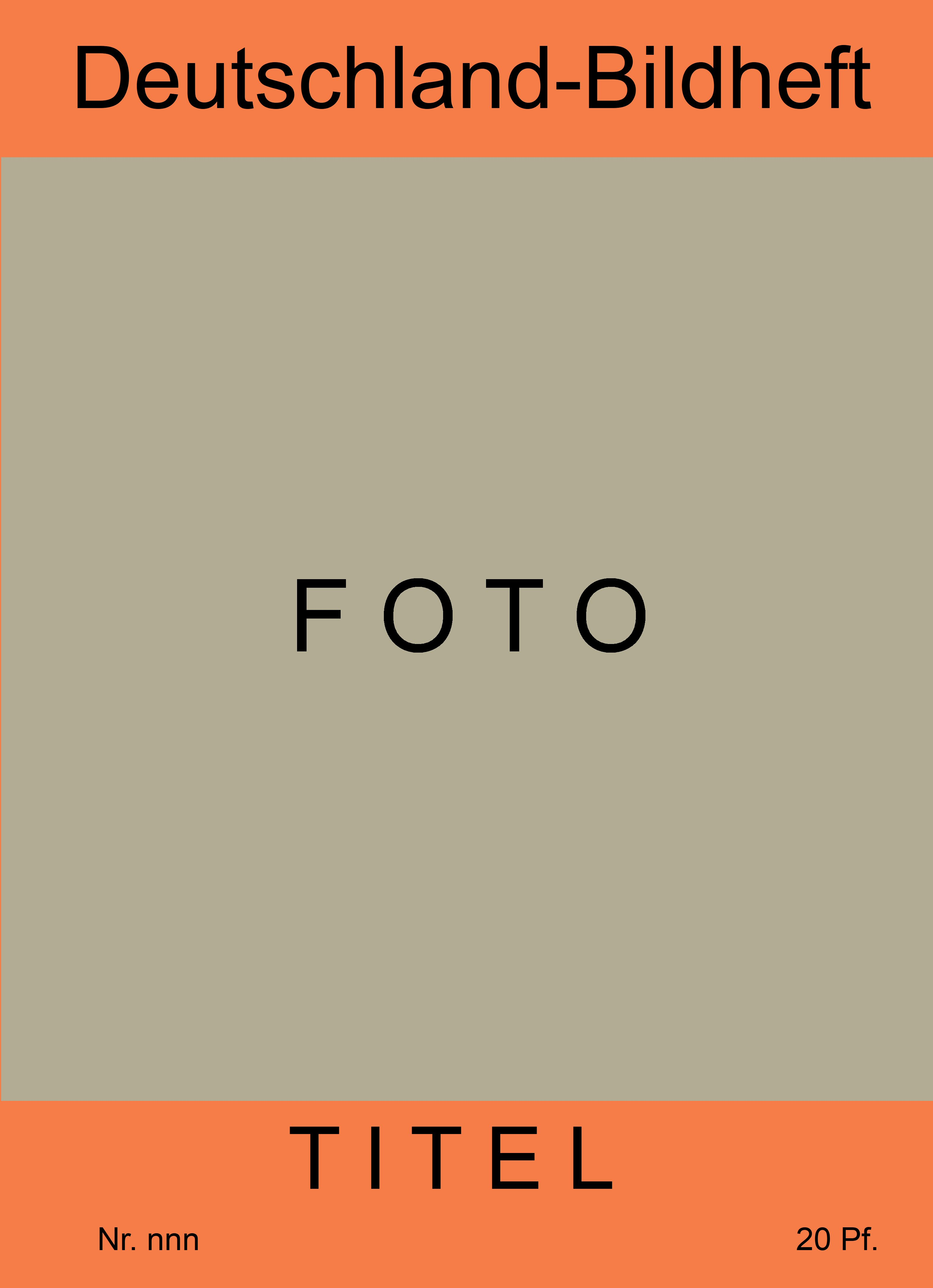
Layout 3, z. B. Bildheft Nr. 291

## Liste der Bildhefte
Unsortierte Listen der Bildhefte sind zu finden in der Deutschen Nationalbibliothek oder der Sächsischen Landesbibliothek, eine umfangreiche Liste mit Fotos der Titelseiten findet man unter .
| Nr. | Region / Ort / Sehenswürdigkeit | Titel | Anmerkungen                             |
| --- | ------------------------------- | --- | --------------------------------------- |
| 1   | Berlin                          | Berlin 1. Teil – vom Fischerdorf zur Weltstadt |                                         |
| 2   | Berlin                          | Berlin 2. Teil – aus Kultur und Leben |                                         |
| 3   | Berlin                          | Berlins Umgebung |                                         |
| 4   | Potsdam                         | Potsdam |                                         |
| 5   | Spreewald                       | Der Spreewald |                                         |
| 6   | Weimar                          | Weimar |                                         |
| 7   | Köln                            | Köln a/Rh |                                         |
| 8   | Stettin                         | Stettin das Tor der Ostsee |                                         |
| 9   | Frankfurt                       | Frankfurt a/M |                                         |
| 10  | Darmstadt                       | Darmstadt |                                         |
| 11  | Lübeck                          | Lübeck |                                         |
| 12  | Erfurt                          | Erfurt |                                         |
| 13  | Bremen                          | Bremen |                                         |
| 14  | Siegen                          | Siegen und das Siegerland |                                         |
| 15  | Braunschweig                    | Braunschweig – Wolfenbüttel – Königslutter – Helmstedt |                                         |
| 16  | Essen                           | Essen |                                         |
| 17  | Baden-Baden                     | Baden-Baden |                                         |
| 18  | Aachen                          | Aachen |                                         |
| 19  | Würzburg                        | Würzburg |                                         |
| 20  | Mannheim                        | Mannheim |                                         |
| 21  | Mecklenburg                     | Mecklenburgs Ostseebäder |                                         |
| 22  | Karlsruhe                       | Karlsruhe |                                         |
| 23  | Magdeburg                       | Magdeburg |                                         |
| 24  | Münster                         | Münster i. W. |                                         |
| 25  | Münsterland                     | Münsterland |                                         |
| 26  | Schwarzwald                     | Der Südliche Schwarzwald |                                         |
| 27  | Eisenach                        | Eisenach und die Wartburg |                                         |
| 28  | Königsberg                      | Königsberg und das Samland |                                         |
| 29  | Stuttgart                       | Stuttgart |                                         |
| 30  | Oberschwaben                    | Oberschwaben und Bodensee |                                         |
| 31  | Schwarza                        | Schwarzatal |                                         |
| 32  | Würzburg                        | Würzburg und Mainfranken |                                         |
| 33  | Koblenz                         | Koblenz und Umgebung |                                         |
| 34  | Mülheim                         | Mülheim (Ruhr) und Umgebung |                                         |
| 35  | Freiburg                        | Freiburg im Breisgau und Umgebung |                                         |
| 36  | Bodensee                        | Der badische Bodensee (Konstanz mit Überlinger- und Untersee) |                                         |
| 37  | Neckar                          | Der Neckar I (Vom Schwarzwald bis Tübingen) |                                         |
| 38  | Neckar                          | Der Neckar II (Von Tübingen bis Stuttgart) |                                         |
| 39  | Neckar                          | Der Neckar III (Von Stuttgart bis Heilbronn und Maulbronn) |                                         |
| 40  | Neckar                          | Der Neckar IV (Das untere Neckartal von Heilbronn bis Mannheim) |                                         |
| 41  | Heidelberg                      | Heidelberg und Umgebung |                                         |
| 42  | Odenwald                        | Odenwald und Bergstrasse |                                         |
| 43  | Düsseldorf                      | Düsseldorf a.Rhein und Umgebung |                                         |
| 44  | Bad Mergentheim                 | Bad Mergentheim und Umgebung |                                         |
| 45  | Ulm                             | Ulm und Umgebung |                                         |
| 46  | Schwäbische Alb                 | Schwäbische Alb I (Gebiet: Gmünd – Göppingen – Geislingen – Heidenheim) |                                         |
| 47  | Schwäbische Alb                 | Schwäbische Alb II (Gebiet: Kirchheim und Teck – Urach – Reutlingen – Lichtenstein) |                                         |
| 48  | Schwäbische Alb                 | Schwäbische Alb III (Gebiet: Hechingen – Sigmaringen – Tuttlingen) |                                         |
| 49  | Harz                            | Halberstadt, Quedlinburg am Nordrande des Harzes |                                         |
| 50  | Nordhausen                      | Nordhausen – Südharz – Kyffhäuser |                                         |
| 51  | Harz                            | Der Ostharz (Ballenstedt-Selketal-Harzgeroder Hochfläche-Thale und das Bodetal) |                                         |
| 52  | Harz                            | Das Brockenmassiv mit Bad Harzburg, Ilsenburg und Wernigerode |                                         |
| 53  | Dresden                         | Dresden 1. Teil – Das Gesicht der Stadt und ihrer Umgebung |                                         |
| 53  | Dresden                         | Dresden - Die Kunststadt | neuer Titel, neue Auflage, neues Layout |
| 54  | Dresden                         | Dresden 2. Teil – Aus Kunst Kultur und Leben |                                         |
| 55  | Glatz                           | Die Grafschaft Glatz |                                         |
| 56  | Breslau                         | Breslau |                                         |
| 57  | Worms                           | Worms |                                         |
| 58  | Rothenburg ob der Tauber        | Rothenburg o. Tauber |                                         |
| 59  | Bonn                            | Bonn und Umgebung |                                         |
| 60  | Emden                           | Emden und Ostfriesland |                                         |
| 61  | Ostfriesland                    | Ostfrieslands Inseln |                                         |
| 62  | Augsburg                        | Augsburg |                                         |
| 63  | Mainz                           | Mainz und Umgebung |                                         |
| 64  | Trier                           | Trier und Umgebung |                                         |
| 65  | München                         | München I. Teil |                                         |
| 66  | München                         | München II. Teil |                                         |
| 67  | Hamburg                         | Hamburg 1. Teil (Deutschlands grösster Hafen) |                                         |
| 68  | Hamburg                         | Hamburg 2. Teil (Hamburg und Altona an Alster und Elbe) |                                         |
| 69  | Ludwigshafen                    | Ludwigshafen, Speyer und die Vorderpfalz |                                         |
| 70  | Bad Dürkheim                    | Die Weinpfalz (Die Haardt um Bd. Dürkheim, Neustadt, Landau) |                                         |
| 71  | Kaiserslautern                  | Kaiserslautern – Pfälzer Wald, Saar- und Nordpfalz |                                         |
| 72  | Pirmasens                       | Pfälzer Wasgau (Pirmasens – Bergzabern – Landau) |                                         |
| 73  | Gotha                           | Gotha und das Inselsberggebiet |                                         |
| 74  | Westerwald                      | Der Westerwald |                                         |
| 75  | Frankfurt (Oder)                | Frankfurt (Oder) und Umgebung |                                         |
| 76  | Ostmark                         | Mittlere Ostmark I |                                         |
| 77  | Ostmark                         | Mittlere Ostmark II |                                         |
| 78  | Ostmark                         | Ostmark Südlicher Teil (Guben – Crossen – Grünberg – Fraustadt) |                                         |
| 79  | Sauerland                       | Das Sauerland – Westfälisches Bergland an Ruhr und Lenne |                                         |
| 80  | Altmark                         | Die Altmark (Gebiet: Stendal – Gardelegen – Salzwedel) |                                         |
| 81  | Hameln                          | Hameln und das nördliche Weserbergland |                                         |
| 82  | Weserbergland                   | Solling / Köterberg – Mitten im Weserbergland zwischen Hann. Münden und Bad Pyrmont |                                         |
| 83  | Ruppin                          | Ruppiner Schweiz – Rheinsberg – Neuruppin – Gransee – Flecken Zechlin |                                         |
| 84  | Prignitz                        | Die Prignitz |                                         |
| 85  | Teutoburger Wald                | Teutoburger Wald – Lippisches Bergland – Eggegebirge |                                         |
| 86  | Göttingen                       | Göttingen und das Leinetal |                                         |
| 87  | Lindau                          | Lindau – Bodensee |                                         |
| 88  | Halle                           | Halle und das untere Saaletal |                                         |
| 89  | Hof                             | Hof – Fichtelgebirge und Frankenwald – Luisenburgfestspiele – Bad Steben |                                         |
| 90  | Allgäu                          | Das obere Allgäu – Zwischen Kempten und Oberstdorf Bodensee und Lech |                                         |
| 91  | Oberstdorf                      | Oberstdorf i. Allg. und das kleine Walsertal |                                         |
| 92  | Südbayerische Bäder             | Die Südbayerischen Bäder – Bad Reichenhall – Bad Tölz – Bad Wiessee – Bad Wörishofen – Bad Aibling – Bad Kohlgrub – Bad Heilbrunn – Bad Oberdorf – Moorbad Dachau – Bad Adelholzen – Bad Schachen – Kainzenbad Partenkirchen – Bad Neuburg |                                         |
| 93  | Wiesbaden                       | Wiesbaden – Bad Homburg und der Taunus |                                         |
| 94  | Hannover                        | Hannover |                                         |
| 95  | Usedom                          | Usedom und Wollin |                                         |
| 96  | Hildesheim                      | Hildesheim - Die alte Bischofs- und Hansastadt |                                         |
| 97  | Mosel                           | Die Mosel (Von Trier bis Koblenz) |                                         |
| 98  | Meiningen                       | Meiningen und die obere Werra |                                         |
| 99  | Saale                           | Die obere Saale – Pössneck – Schleiz – Lobenstein – Saaletalsperre |                                         |
| 100 | Jena                            | Jena / Naumburg und die mittlere Saale |                                         |
| 101 | Bad Kissingen                   | Bad Kissingen und Umgebung |                                         |
| 102 | Bayreuth                        | Bayreuth |                                         |
| 103 | Danzig                          | Danzig |                                         |
| 104 | Heilbronn                       | Heilbronn am Neckar |                                         |
| 105 | Liegnitz                        | Liegnitz und Umgebung |                                         |
| 106 | Zittau                          | Zittau und das Zittauer Gebirge |                                         |
| 106 | Zittau                          | Grenzland Zittauer Gebirge |                                         |
| 107 | Schwarzwald                     | Der mittlere badische Schwarzwald |                                         |
| 108 | Schwarzwald                     | Der nördliche badische Schwarzwald |                                         |
| 109 | Schwäbisch Hall                 | Schwäbisch Hall und Umgebung |                                         |
| 110 | Goslar                          | Goslar |                                         |
| 111 | Bad Ems                         | Bad Ems im unteren Lahntal |                                         |
| 112 | Coburg                          | Coburg und Umgebung |                                         |
| 113 | Leipzig                         | Leipzig und Umgebung |                                         |
| 114 | Thüringer Wald                  | Der Thüringer Wald |                                         |
| 115 | Eisleben                        | Lutherstadt Eisleben und Umgebung |                                         |
| 116 | Hessen                          | Oberhessen |                                         |
| 117 | Bad Tölz                        | Bad Tölz und das Land im Isarwinkel |                                         |
| 118 | Rhein                           | Am Rhein – I. Teil: Von Koblenz bis Oberwesel |                                         |
| 119 | Rhein                           | Am Rhein – II. Teil: Von Oberwesel bis Bingen |                                         |
| 120 | Baar, Hegau                     | Baar und Hegau (Donaueschingen und das Land zwischen Donau, Rhein und Bodensee) |                                         |
| 121 | Chiemgau                        | Der Chiemgau - Der Chiemsee und das Land um Traunstein |                                         |
| 122 | Werdenfelser Land               | Das Werdenfelser Land mit Oberammergau und Mittenwald |                                         |
| 123 | Lechtal                         | Das Lechtal zwischen Augsburg und Füssen |                                         |
| 124 | Stralsund                       | Stralsund und Umgebung |                                         |
| 125 | Greifswald                      | Greifswald und Umgebung |                                         |
| 126 | Salzachgau                      | Der Salzachgau das Land zwischen Inn, Chiemgau und Salzach |                                         |
| 127 | Schwäbisch Land                 | Schwäbisch Land zwischen Iller und Lech |                                         |
| 128 | Nordthüringen                   | Nordthüringen |                                         |
| 129 | Vogtland                        | Das sächsische Vogtland und seine Heilbäder |                                         |
| 130 | Breslau                         | Breslaus Umgebung |                                         |
| 131 | Nahe                            | Das Nahetal |                                         |
| 132 | Rügen                           | Rügen und Hiddensee |                                         |
| 133 | Riesengebirge                   | Mittleres Riesengebirge |                                         |
| 134 | Kiel                            | Kiel und die Kieler Förde |                                         |
| 135 | Bayern, Schlösser               | Bayerische Königsschloesser und Residenzen – I.Teil: Neuschwanstein, Hohenschwangau, Linderhof, Herrenchiemsee, Berchtesgaden |                                         |
| 136 | Bayern, Schlösser               | Bayerische Königsschloesser und Residenzen – II.Teil: München – Nymphenburg – Schleissheim – Schloss Berg am Starnberger See – Landshut mit Trausnitz                                                                                      |                                         |
| 137 | Trier                           | Das heilige Trier – Die Stadt des heiligen Rockes |                                         |
| 138 | Bayern                          | Das Tegernsee- und Schlierseegebiet mit Bayrischzell |                                         |
| 139 | Berchtesgadener Land            | Das Berchtesgadener Land |                                         |
| 140 | Bayern, Seen                    | Die Bayerischen Voralpenseen – Das Starnbergersee- und Ammersee-Gebiet mit Weilheim |                                         |
| 141 | Allgäu                          | Das östliche Allgäu - Kaufbeuren, das Land um Füssen und der Schwangau |                                         |
| 142 | Garmisch-Partenkirchen          | Garmisch-Partenkirchen und Umgebung |                                         |
| 143 | Bayern, Bergbahnen              | Die Bayerischen Bergbahnen – Bayer. Zugspitzbahn – Kreuzeckbahn – Nebelhornbahn – Predigtstuhlbahn – Wankbahn – Wendelsteinbahn |                                         |
| 144 | München                         | Münchens Umgebung |                                         |
| 145 | Landshut                        | Landshut und Umgebung |                                         |
| 146 | Donau                           | Die Donaustädte von Ulm bis Passau |                                         |
| 147 | Inn                             | Das Inntal – von Kiefersfelden bis Wasserburg |                                         |
| 148 | Scharmützelsee                  | Der große Scharmützelsee |                                         |
| 149 | Lahn                            | Oberes Lahntal |                                         |
| 150 | ?                               | Land der Alemannen |                                         |
| 151 | Schwarzwald                     | Der württembergische Schwarzwald – Liebenzell – Wildbad – Herrenalb – Freudenstadt – Schramberg |                                         |
| 152 | Rhön                            | Die Rhön – Wasserkuppe – Kreuzberg – Milseburg |                                         |
| 153 | Sächsische Schweiz              | Sächsische Schweiz – Pirna – Königstein – Bad Schandau |                                         |
| 154 | Erzgebirge                      | Das Osterzgebirge – Altenberg – Geising – Kipsdorf |                                         |
| 155 | Neuwied                         | Neuwied und Umgebung |                                         |
| 156 | Schweinfurt                     | Schweinfurt am Main und Umgebung | [ 7 ]                                   |
| 157 | Main                            | Das Mainviereck von Hanau bis Gemünden |                                         |
| 158 | Wuppertal                       | Wuppertal im Bergischen Land |                                         |
| 159 | Rhein                           | Land am Oberrhein – Basel – Schaffhausen – Konstanz |                                         |
| 160 | Ostpreußen                      | Deutschordensland |                                         |
| 161 | Holstein                        | Zwischen Nord- und Ostsee (Holstein und Stormarn) |                                         |
| 162 | Dithmarschen                    | Dithmarschen und die Holsteinischen Elbmarschen |                                         |
| 163 | Ostholstein                     | Ostholstein und die Holsteinische Schweiz |                                         |
| 164 | Bochum                          | Bochum / Gelsenkirchen und Umgebung |                                         |
| 165 | Dinkelsbühl                     | Das tausendjährige Dinkelsbühl |                                         |
| 166 | Niederlausitz                   | Niederlausitz - Calau, Cottbus, Forst, Guben, Lübben, Luckau, Sorau, Spremberg |                                         |
| 167 | Regensburg                      | Regensburg und Umgebung |                                         |
| 168 | Görlitz                         | Bober-Katzbach Gebirge Görlitz, Löwenberg, Liegnitz, Jauer |                                         |
| 169 | Niederrhein                     | Am Niederrhein : Wesel-Haldern-Bocholt-Anholt-Rees-Emmerich-Elten |                                         |
| 170 | Maas                            | Zwischen Maas und Niederrhein |                                         |
| 171 | Isergebirge                     | Das Isergebirge : Bad Flinsberg-Bad Schwarzbach-Marklissa |                                         |
| 172 | Riesengebirge                   | Östliches Riesengebirge : Krumhübel-Brückenberg-Landeshut-Schmiedeberg-Liebau |                                         |
| 173 | Riesengebirge                   | Westliches Riesengebirge : Schreiberhau-Petersdorf |                                         |
| 174 | Niederschlesien                 | Nord-Niederschlesien : Sagan-Sprottau-Glogau-Neusalz-Grünberg |                                         |
| 175 | Anhalt                          | Das Anhaltische Land – Dessau – Bernburg – Köthen – Zerbst – Ballenstedt |                                         |
| 176 | Ahr                             | Das Ahrtal mit Nürburgring |                                         |
| 177 | Dortmund                        | Dortmund und Umgebung |                                         |
| 178 | Havelland                       | Das Havelland Brandenburg, Rathenow, Havelberg |                                         |
| 179 | Duisburg                        | Duisburg-Hamborn |                                         |
| 180 | Harz                            | Oberharz – Goslar – Bad Gandersheim und Osterode |                                         |
| 181 | Franken                         | Vom Main zum Neckar – Badisches Frankenland |                                         |
| 182 | Baden                           | Vom Neckar zum Schwarzwald – Mannheim – Karlsruhe – Baden-Baden |                                         |
| 183 | Niederrhein                     | Grenzland am Niederrhein |                                         |
| 184 | Kolberg                         | Kolberg und die ostpommersche Küste |                                         |
| 185 | Stargard                        | Stargard, Pyritz und der Weizacker |                                         |
| 186 | Zwickau                         | Zwickau und Umgebung (Erzgebirge) |                                         |
| 187 | Nürnberg                        | Nürnberg - Des deutschen Reiches Schatzkästlein |                                         |
| 188 | Brandenburg                     | Brandenburg a. Havel |                                         |
| 189 | Chemnitz                        | Chemnitz und Umgebung |                                         |
| 190 | Nordmark                        | Nordmark – Schleswig – Flensburg – Hadersleben – Tondern |                                         |
| 191 | Pommern                         | Pommersches Grenzland : Lauenburg-Bütow-Schlawe-Stolp |                                         |
| 192 | Pommern                         | Pommersche Schweiz - Schivelbein - Bad Polzin - Tempelburg - Falkenburg - Kallies - Neustettin - Pollnow - Stolp |                                         |
| 193 | Uckermark                       | Die Uckermark : Strasburg, Prenzlau, Templin, Angermünde, Schwedt (Oder), Lychen, Zehdenick |                                         |
| 194 | Fläming                         | Der Fläming |                                         |
| 195 | Siebengebirge                   | Das Siebengebirge |                                         |
| 196 | Rhein                           | Der Rhein von Köln bis Koblenz |                                         |
| 197 | Rostock                         | Rostock-Güstrow mit Umgebung |                                         |
| 198 | Schwerin                        | Schwerin-Wismar mit Umgebung |                                         |
| 199 | Brandenburg                     | In Dörchläuchtings Land – Neubrandenburg – Neustrelitz – Fürstenberg |                                         |
| 200 | Mecklenburg                     | Mecklenburgisches Seengebiet – Mittlere Seenplatte und Mecklenb. Schweiz |                                         |
| 201 | Thüringen                       | Ostthüringen – Gera – Altenburg – Greiz |                                         |
| 202 | Grüssau                         | Abtei Grüssau und Schömberg |                                         |
| 203 | Wittenberg                      | Die Lutherstadt Wittenberg |                                         |
| 204 | Reinhardswald                   | In und um den Reinhardswald |                                         |
| 205 | Kulmbach                        | Kulmbach und die Plassenburg |                                         |
| 206 | Oberschlesien                   | Oberschlesien : Kreuzburg, Oppeln, Neiße, Gleiwitz, Ratibor |                                         |
| 207 | Sieg                            | Das Siegtal |                                         |
| 208 | Rheingau                        | Der Rheingau |                                         |
| 209 | Lahn                            | Das untere Lahntal – Lahnstein – Dietz – Limburg – Weilburg – Wetzlar |                                         |
| 210 | Elbing                          | Elbing und Umgebung |                                         |
| 211 | Werra                           | Das Werratal – Creuzburg – Treffurt – Eschwege – Bad Sooden – Allendorf – Witzenhausen |                                         |
| 212 | Emscher-Lippe-Land              | Das Emscher-Lippe-Land – Vest – Recklinghausen |                                         |
| 213 | Ostpreußen                      | Die Kurische Nehrung : Ostpreußen |                                         |
| 214 | Bamberg                         | Bamberg |                                         |
| 215 | Oberammergau                    | Oberammergau |                                         |
| 216 | Görlitz                         | Görlitz und Umgebung |                                         |
| 217 | Andernach                       | Andernach am Rhein |                                         |
| 218 | Dübener Heide                   | Die Dübener Heide – Bad Schmiedeberg – Düben – Gräfenhainichen – Kemberg – Pretzsch |                                         |
| 219 | Eulengebirge                    | Eulengebirge : Schweidnitz, Reichenbach, Langenbielau, Silberberg |                                         |
| 220 | Waldenburg                      | Waldenburger Bergland |                                         |
| 221 | Nördlingen                      | Nördlingen – Die lebende Stadt des Mittelalters |                                         |
| 222 | Erlangen                        | Erlangen und Umgebung |                                         |
| 223 | Bayern                          | Bayerische Ostmark - I. Teil - Oberpfälzisches Grenzgebiet |                                         |
| 224 | Bayern                          | Bayerische Ostmark – II. Teil – rund um den Arber |                                         |
| 225 | Bayern                          | Bayerische Ostmark – III. Teil: Unterer Bayerischer Wald |                                         |
| 226 | Ansbach                         | Ansbach und Umgebung |                                         |
| 227 | Altötting                       | Altötting - Der große Bayrische Wallfahrtsort |                                         |
| 228 | Moers                           | Der Kreis Moers |                                         |
| 229 | Nürnberg                        | Nürnbergs Umgebung |                                         |
| 230 | Osnabrück                       | Osnabrück und seine Berge |                                         |
| 231 | Bielefeld                       | Bielefeld im Teutoburger Wald |                                         |
| 232 | Kassel                          | Kassel – Wilhelmshöhe Die schöne deutsche Kunst- und Parkstadt |                                         |
| 233 | Weser                           | Städte an der Unterweser Bremerhaven-Wesermünde |                                         |
| 234 | Nürnberg                        | Nürnberg - Die Stadt der Reichsparteitage | Sonderheft, Preis 25 Pf.                |
| 235 | Masuren                         | Masuren und das Oberland : Ostpreussen |                                         |
| 236 | Bad Wildungen                   | Bad Wildungen und der Edersee |                                         |
| 237 | Eichstätt                       | Eichstätt – Die schöne Stadt im Altmühltal |                                         |
| 238 | Eichsfeld                       | Das Eichsfeld - Das Wald- und Bergland zwischen Nordhausen und Bünden |                                         |
| 239 | Bad Nenndorf                    | Staatl. Bad Nenndorf |                                         |
| 240 | Plauen                          | Plauen |                                         |
| 241 | Schwalm                         | Schwalm und Knüll |                                         |
| 242 | Saarland                        | Die Saar - 1. Teil - Landschaft und Industrie |                                         |
| 243 | Saarland                        | Die Saar – Kultur und Geschichte – 2. Teil |                                         |
| 244 | Minden                          | Minden – Ravensberger Land |                                         |
| 245 |                                 | |                                         |
| 246 | Lübeck                          | Lübecker Bucht |                                         |
| 247 | Eifel                           | Die Eifel |                                         |
| 248 | Hunsrück                        | Der Hunsrück |                                         |
| 249 | Die Lüneburger Heide            | Die Lüneburger Heide |                                         |
| 250 | Brieg                           | Brieg - Neisse und die oberschlesische Gebirgsecke |                                         |
| 251 | Taunus                          | Der Taunus |                                         |
| 252 | Nordfriesland                   | Nordfriesische Bäder |                                         |
| 253 | Ingolstadt                      | Ingolstadt |                                         |
| 254 | Erzgebirge                      | Mittel- und Westerzgebirge |                                         |
| 255 | Meissen                         | Meissen und Umgebung |                                         |
| 256 | Bautzen                         | Bautzen und Sächsische Lausitz |                                         |
| 257 | Fränkische Schweiz              | Fränkische Schweiz |                                         |
| 258 | Amberg                          | Amberg in der bayrischen Ostmark |                                         |
| 259 | Rhein-Wupper                    | Rhein-Wupper-Kreis |                                         |
| 260 | Schorfheide                     | Von der Schorfheide zum Oderbruch |                                         |
| 261 | Murnau                          | Murnau und der Staffelsee |                                         |
| 262 | Solingen                        | Solingen – Die alte Klingenstadt |                                         |
| 263 | Bad Wimpfen                     | Bad Wimpfen a/N – Die romantische Stadt der Türme |                                         |
| 264 | Fichtelgebirge                  | Fichtelgebirge |                                         |
| 265 | Westfalen                       | Westfälisch-Lippische Bäder |                                         |
| 266 | Mayen                           | Mayen (Eifel) |                                         |
| 267 | Bergisch Land                   | Bergisch Land |                                         |
| 268 | Bürresheim                      | Schloß Bürresheim und andere Burgen im Kreis Mayen, dem Kreis der Steine und Erden |                                         |
| 269 | Fulda                           | Fuldatal |                                         |
| 270 | Rügen                           | Der Darß |                                         |
| 271 | Waldeck                         | Waldeck |                                         |
| 272 | Oberschlesien                   | Oberschlesisches Industriegebiet |                                         |
| 273 | Füssen                          | Füssen |                                         |
| 274 | Oranienburg                     | Oranienburg |                                         |
| 275 | Kempten                         | Kempten im Allgäu |                                         |
| 276 | Demmin                          | Demmin - Anklam - Pasewalk |                                         |
| 277 | Lauenburg                       | Kreis Herzogtum Lauenburg – Ratzeburg – Mölln – Lauenburg |                                         |
| 278 | Bad Salzschlirf                 | Bad Salzschlirf bei Fulda zwischen Wasserkuppe und Vogelsberg |                                         |
| 279 | Sachsen                         | Sächsisches Burgenland |                                         |
| 280 | Sachsen                         | Kreis Großenhain in Sachsen mit den Städten Großenhain, Riesa Radeburg und deren schöner Umgebung |                                         |
| 281 | Saarland                        | Neunkirchen |                                         |
| 282 | Spreewald                       | Der Unterspreewald (Mark Brandenburg) |                                         |
| 283 | Schmalkalden                    | Das Schmalkalder Land - Vom Donnershaugk bis zum Inselsberg |                                         |
| 284 | Naumburg                        | Naumburg (Saale) und das mitteldeutsche Burgenland an Saale, Unstrut, Elster |                                         |
| 285 | Ratibor                         | Ratibor |                                         |
| 286 | Olpe                            | Kreis Olpe |                                         |
| 287 | Hagen                           | Hagen im Kranze der Berge und Seen |                                         |
| 288 | Weilburg                        | Weilburg an der Lahn |                                         |
| 289 | Rheinhessen                     | Rheinhessen |                                         |
| 290 | Merseburg                       | Merseburg - Die alte Domstadt |                                         |
| 291 | Mittenwald                      | Mittenwald |                                         |
| 292 | Lübbenau                        | Lübbenau und sein Spreewald |                                         |
| 293 |                                 | |                                         |
| 294 | Brandenburg                     | Das Lebuser Land (Kurmark) |                                         |
| 295 |                                 | |                                         |
| 296 |                                 | |                                         |
| 297 |                                 | |                                         |
| 298 |                                 | |                                         |
| 299 | Rhein-Main                      | Rhein-Main - Land der Bäder und des Weines | [ 8 ]                                   |
| 300 |                                 | |                                         |

Eines der letzten erschienenen Hefte war das Deutschland-Bildheft Nr. 291, Mittenwald mit einem Umfang von 48 Seiten. Der einleitende Text sowie die Bildunterschriften sind nur noch einsprachig/deutsch abgedruckt.
Zu diesem Heft gab es zusätzlich 2 Ansichtskarten im Format 14,5 cm × 10,2 cm mit dem Druckvermerk: Diese Ansichtskarte ist dem Deutschland-Bildheft Nr. 291 "Mittenwald" entnommen.
- Karte 1:
  - Vorderseite: Mittenwald gegen Karwendel, Aufnahme: Kern, Mittenwald
  - Rückseite:Deutschland-Bildheft-Postkarte, Diese Karte ist unverkäuflich, Jedes der 300 Deutschland-Bildhefte enthält etwa 50 Bilder und kostet nur 20 Rpf.
- Karte 2:
  - Vorderseite: MittenwaldGesamtansicht gegen Wetterstein, Aufnahme: Kern, Mittenwald
  - Rückseite:Deutschland-Bildheft-Postkarte, Diese Karte ist unverkäuflich, Jedes der 300 Deutschland-Bildhefte enthält etwa 50 Bilder und kostet nur 20 Rpf.

Das Heft hatte ein Format von 10,5 cm × 14,5 cm und enthielt folgende beschreibenden Texte auf den Titel- und Umschlagseiten:
Umschlagseite außen, Titelseite:
Deutschland-Bildheft

»Foto von Mittenwald und Karwendelgebirge«

Mittenwald

Nr. 291 20 Pf.
Umschlagseite innen:  Die Liste der Bildhefte war gruppiert nach Regionen und darin sortiert nach Heftnummern.
Deutschland Bildhefte

Ein Sammelwerk der deutschen Heimat!

Etwa 300 Hefte mit rund 15 000 Bildern

»Auflistung der erschienenen Hefte«
Seite 1:
Mittenwald

Deutschland-Bildheft Nr. 291

»Logo«Lernt Deutschland kennen!

Die Deutschland-Bildhefte (etwa 300) sind herausgegeben im

Einvernehmen mit dem Reichsfremdenverkehrsverband von der

Universum-Verlagsanstalt G.m.b.H., Berlin-Tempelhof
Seite 2:
Titelbild: Mittenwald mit Karwendel. (Aufnahme: Foto-Irl, Mittenwald)

Es stellten zur Verfügung:

»Quellenangaben für die Fotos«

An der Bearbeitung dieses Heftes wirkte das Verkehrsamt

Mittenwald mit.

Auskünfte

erteilt das Verkehrsamt Mittenwald kostenlos.
Der einleitende Text wurde nur in Deutsch verfasst.
Seiten 3 und 4:
Rückumschlagseite innen:
»Auflistung der erschienenen Hefte« Fortsetzung

Die Sammlung wird fortgesetzt.

Lernt Deutschland kennen! Werbt für Deutschland!

Die mit einem * versehenen Hefte erscheinen demnächst.
Rückumschlagseite außen: Werbeaufdruck
Bahnhofsbuchhandlung

Kern – Mittenwald

in der Bahnhofshalle

»Logo«

Verkauf von Zeitungen,

Büchern, Wanderkarten

Reiseandenken, Rauchwaren

und Ansichtskarten